# Ingegerd Torhamn
Hulda Ingegerd Torhamn, född 27 december 1898 i Stockholm, död 1994, var en svensk målare, tecknare, skulptör och textilkonstnär.

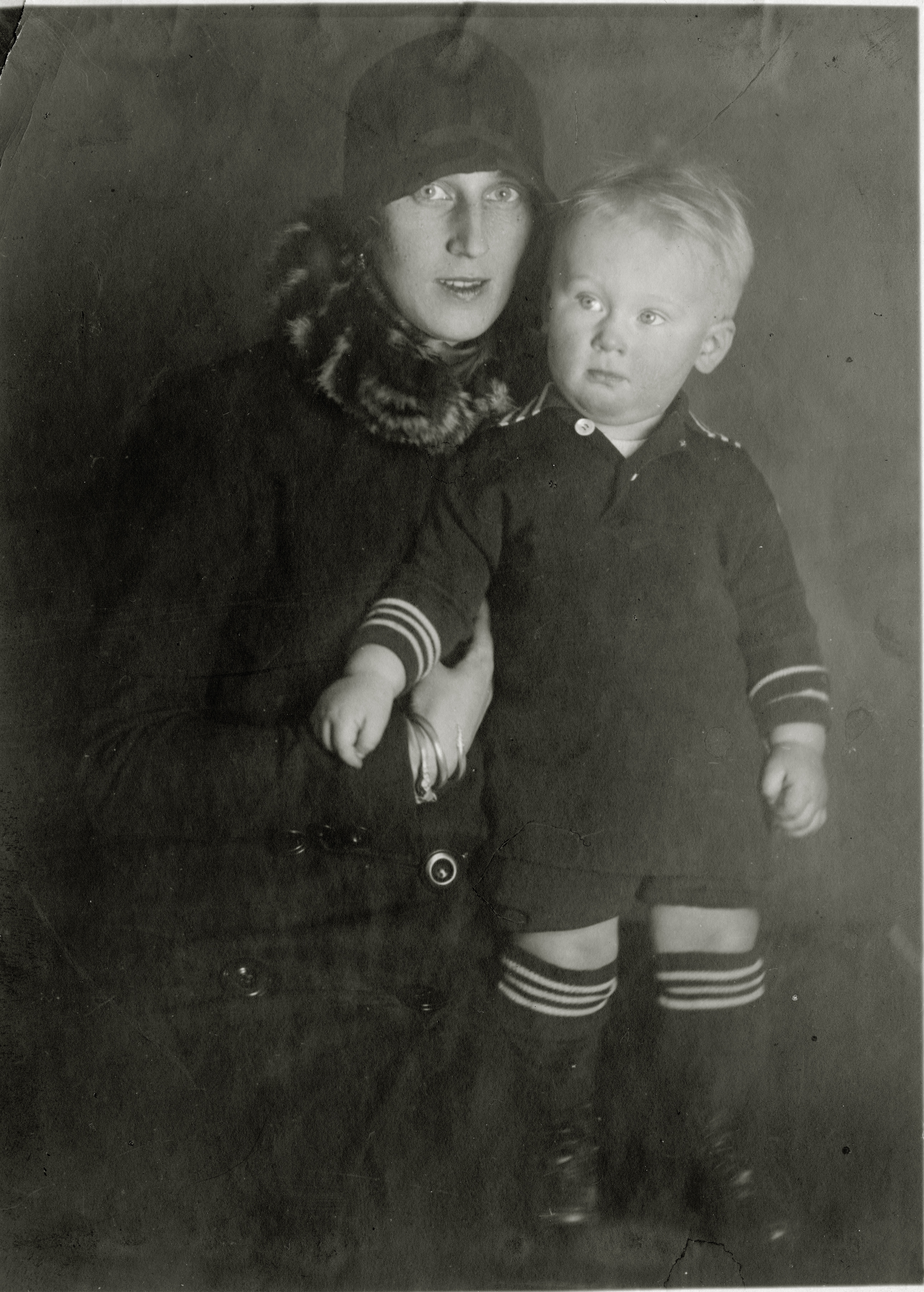
Ingegerd Torhamn med sonen Staffan 1928

Hon var dotter till målarmästaren Knut Sjöstrand och Hulda Person och från 1924 gift med Gunnar Torhamn och mor till Staffan Torhamn och Urban Torhamn. Hon studerade vid Tekniska skolan 1916–1917 och vid Althins och Wilhelmsons målarskolor 1917–1919 samt vid Kungliga konsthögskolan 1919–1922 och genom självstudier under resor i Europa och Nordafrika samt vid längre vistelser i Rom och Paris. Separat ställde hon bland annat ut på Färg och Form och på Galleri Brinken i Stockholm. Tillsammans med Agnes Cleve-Jonand ställde hon ut på Konstnärshuset i Stockholm 1932 och tillsammans med Helga Henschen och Elsa Munktell ställde hon ut på Borås konstmuseum 1961. Hon medverkade i Stockholmsutställningen 1930, ett flertal av Sveriges allmänna konstförenings salonger i Stockholm, Svenska konstnärernas förenings utställning på Liljevalchs konsthall, en utställning med nordiska konstnärinnor samt Liljevalchs Stockholmssalonger sedan 1962. Bland hennes offentliga arbeten märks en Stagneliusrelief  för domprostgården (tidigare biskopsgård) i Kalmar och kormattor för kyrkorna i bland annat Umeå och Boden. Hennes skulpturala konst består av statyetter, porträtt, reliefer och gravutsmyckningar medan bildkonsten består av geometriska och nonfigurativa kompositioner samt textilformgivning av mattor och förlagor för blästrade fönster. Hon fick 1966 ett statligt stipendium av pensionskaraktär. Torhamn är representerad med verk på bland annat Nationalmuseum, Moderna museet i Stockholm och Kalmar konstmuseum.